# Dias (mythologie)
Pour les articles homonymes, voir Dias.
Dans la mythologie grecque, Dias, fils de Pélops et d'Hippodamie, fait partie de la généalogie des Atrides selon quelques scholies.
Il est le père de Cléola, qui épouse en suite Atrée ou Plisthène.